# Patrick Leigh Fermor
Sir Patrick Michael Leigh Fermor (Londen, 11 februari 1915 – Dumbleton, Gloucestershire, 10 juni 2011) was een Brits schrijver.

## Biografie

### Jeugd
Patrick Michael Leigh Fermor werd op 11 februari 1915 in Londen geboren als zoon van de amateur-toneelschrijfster Muriel Eileen Ambler (1890-1977) en Sir Lewis Leigh Fermor (1880-1954), de directeur van de Geologische Dienst van de Britse regering in Indië. Kort na de geboorte vertrok zijn moeder met zijn oudere zus terug naar haar man in India, terwijl Patrick (door familie en vrienden 'Paddy' genoemd) opgroeide bij een pleeggezin in Northamptonshire. Vier jaar later keerden zijn ouders terug en kon hij zich weer bij zijn gezin voegen. Na de scheiding van zijn ouders (1925) leefde Paddy bij zijn moeder in Londen. Vanwege zijn vrijheidslievende karakter werd hij van school naar school gestuurd. Uiteindelijk kwam hij terecht op King's School in Canterbury, maar werd ook van die school verwijderd nadat hij betrapt was op het 'handje vasthouden' van de dochter van de plaatselijke groenteboer. Zijn ouders zagen vervolgens een militaire carrière voor hem in het verschiet en wilden hem naar de Koninklijke Militaire Academie Sandhurst sturen. Daar werd Paddy echter niet aangenomen omdat hij nog geen achttien was. Paddy die een boekenverslinder was, een talent had voor talen en over een fantastisch geheugen beschikte, besloot schrijver te worden en hij vatte het plan op om - net als de rondzwervende studenten in de middeleeuwen (de 'wandering scholars') - met weinig middelen een grote reis door Europa te maken.

### Reizen
Patrick Leigh Fermor was 18 jaar toen hij op 8 december 1933 vertrok naar Hoek van Holland en aan een grote voetreis naar Constantinopel begon. Van deze reis langs Rijn en Donau zou hij decennia later verslag uitbrengen in een trilogie, waarvan tijdens zijn leven de eerste twee delen zijn gepubliceerd. Het derde deel heeft hij zelf niet meer voltooid, maar aan de hand van zijn aantekeningen hebben reisschrijver Colin Thubron en biografe Artemis Cooper het afgewerkt. Na het bereiken van Constantinopel keerde Paddy niet meteen terug naar Engeland; hij bezocht eerst nog de monnikenkloosters op het Noord-Griekse schiereiland Athos. In de daaropvolgende jaren bleef hij Griekenland verkennen. Hij kreeg in Athene een passionele verhouding met de mooie Roemeense prinses Marie-Blanche ('Bǎlaşa') Cantacuzino (Boekarest 9.08.1899 - Pucioasa 1976), die hij in mei 1935 had ontmoet op een party in de Britse ambassade in Boekarest. Hij woonde een zomer en herfst met haar samen in een watermolen in Lemonodasos in het oosten van de Peloponnesos (Griekenland), waar zij schilderde en hij schreef. Daarna verbleef Paddy met haar een paar jaar in een landgoed van de familie Cantacuzino in het Moldavische dorpje Baleni (nabij Galati). Begin september 1939, toen de Tweede Wereldoorlog uitbrak, keerde Paddy vandaar uit terug naar Engeland om dienst te nemen bij de Irish Guards, maar in 1941 hij werd vanwege zijn kennis van het Grieks gerekruteerd door de Special Operations Executive (SOE). (Paddy zag Balasa pas 26 jaar later terug, in 1965, in het communistische Roemenië. Balasa had na de onteigening van haar huis in Baleni door de communisten (maart 1949) samen met een neef geprobeerd met een roeiboot over de Zwarte Zee te vluchten, maar ze was verraden, gevangen gezet en daarna gedeporteerd naar Pucioasa aan de voet van de Karpaten, waar ze tot haar dood samen met haar zus Elena ('Pomme', 1900-1983) in armoede op een zolderkamer leefde).

### Oorlogsjaren

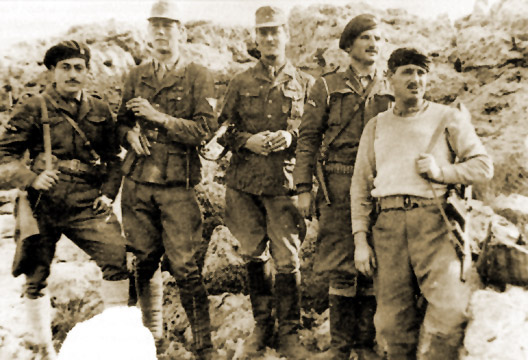
De ontvoerders van generaal Kreipe in 1944 van links naar rechts: Georgios Tyrakis, William Stanley Moss, Patrick Leigh Fermor, Emmanouil Paterakis en Antonios Papaleonidas

Als SOE-officier werd Patrick Leigh Fermor boven Kreta gedropt met de opdracht om er als verbindingsofficier het verzet te helpen organiseren. Hij kreeg uiteindelijk de rang van majoor. Paddy leefde met tussenpozen een paar jaar met de guerrillero's in de Kretenzische bergen en bedacht de ontvoering van de Duitse bevelhebber van het eiland, generaal Heinrich Kreipe in april 1944. Dit succesvolle waagstuk bezorgde Paddy onmiddellijk roem, eerst in Kreta zelf, later in Engeland en elders.

### Hollywood
Het verhaal van de ontvoering van generaal Kreipe werd opgeschreven door William Stanley Moss, vriend en collega-officier van Leigh Fermor. Het boek werd in 1957 verfilmd met Dirk Bogarde als Patrick Leigh Fermor. De film werd lauw ontvangen en Patrick Leigh Fermor zelf woonde de première niet bij, overtuigd als hij inmiddels was dat de film geen recht deed aan de werkelijkheid. De contacten met mensen uit de filmindustrie zorgden er wel voor dat Leigh Fermor zelf een stap richting een Hollywoodcarrière waagde. Hij schreef het script voor The Roots of Heaven, een film uit 1958 van regisseur John Huston. De film werd opgenomen in Tsjaad met Trevor Howard en Errol Flynn in de hoofdrollen. Leigh Fermor en Flynn raakten bevriend.

### Na de oorlog
Nog tijdens de oorlog, einde 1944, leerde Paddy in Caïro de vrijgevochten, talentrijke fotografe Joan Eyres Monsell kennen (geboren op 5 februari 1912 in het Engelse Dumbleton). Zij was toen nog getrouwd met de Engelse journalist John Rayner, van wie ze in 1947 scheidde. Joan werd meteen Paddy's levenslange partner en soulmate. Na de oorlog was Paddy een tijdlang waarnemend directeur van het Instituut van de Britse Raad (in Athene). In oktober 1947 ondernam hij met Joan en een Griekse vriend, Costa Achillopoulos, een reis naar de Franse Antillen. Deze Caraïbische reis verwerkte Paddy in zijn eerste boek, The Travellers' Tree, dat in 1950 verscheen en meteen bekroond werd. Het succes spoorde hem aan zijn schrijfcarrière uit te bouwen. Na die reis trok Leigh Fermor zich terug in de Normandische abdij van Saint-Wandrille om er ongestoord te kunnen schrijven. Dat verblijf werd het onderwerp van zijn derde boek: A Time to Keep Silence uit 1957. Een jaar later publiceerde hij Mani, in 1966 gevolgd door Roumeli. Paddy had op dat moment al naam gemaakt als oorlogsheld en auteur, maar hij verkreeg nog grotere roem door het eerste deel van de trilogie die zijn voettocht uit 1933-1935 beschreef: A Time of Gifts (1977), gevolgd door Between the Woods and the Water (1986). Aan het afwerken van het derde deel van de trilogie, dat de reis vanaf de IJzeren Poort in Roemenië tot Constantinopel en de berg Athos beschrijft, is hij zelf niet meer toegekomen. Artemis Cooper en Colin Thubron hebben het boek afgewerkt en gepubliceerd als The Broken Road.

### Griekenland

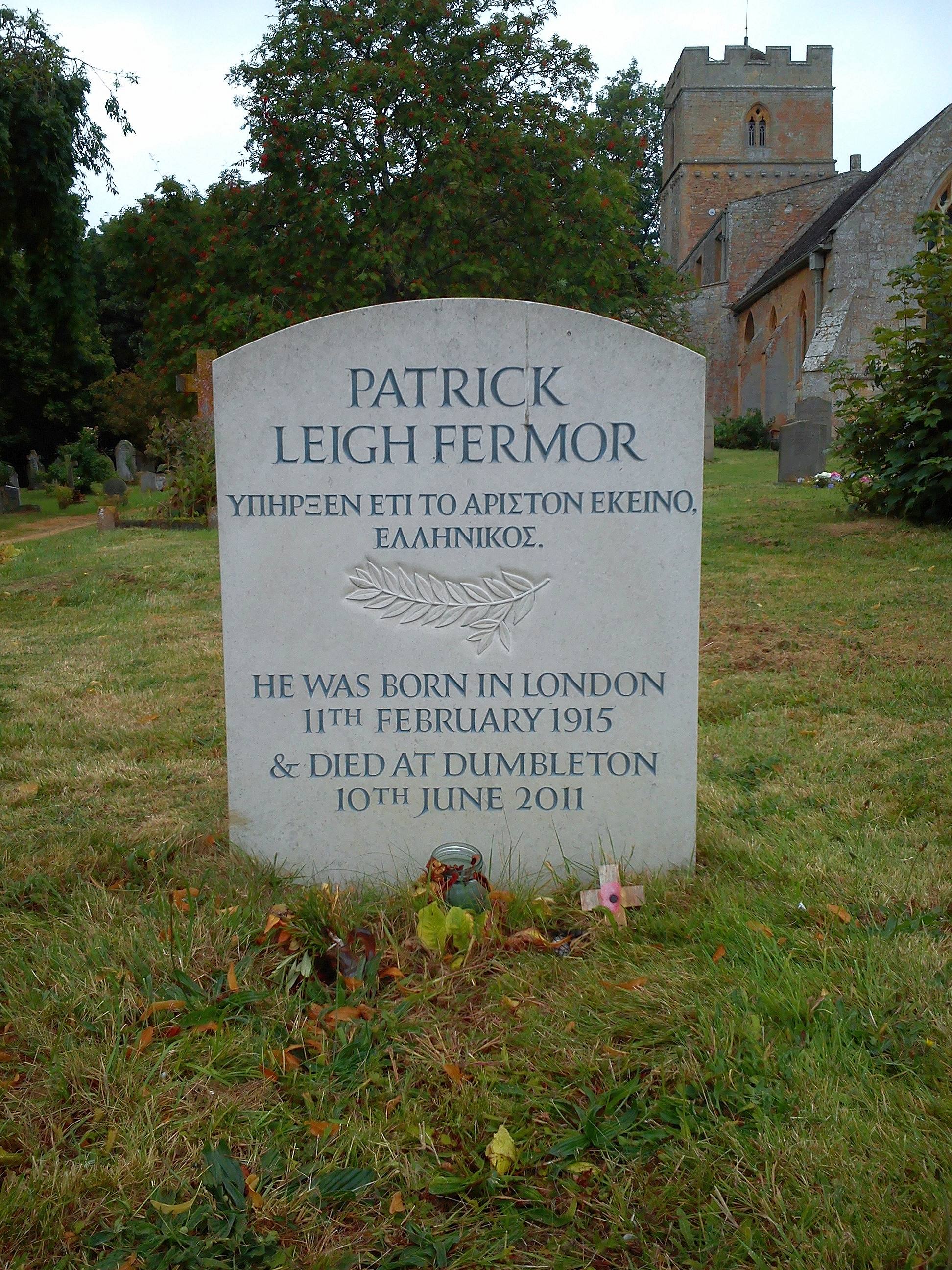

De liefde die Patrick Leigh Fermor al bij zijn eerste bezoek aan Griekenland voor dat land had opgevat, bracht hem ertoe een groot deel van het jaar aldaar door te brengen. Hoewel ze hun huis nabij Evensham in Worcestershire behielden, vestigde hij zich met Joan Eyres-Monsell in Griekenland in 1964. Ze ontwierpen en bouwden nabij Kardamyli op het Zuid-Griekse schiereiland Mani een huis met een prachtig uitzicht op de baai van Messina, waar ze vanaf 1966 tot aan hun dood zouden wonen. Paddy en Joan trouwden uiteindelijk in 1968, toen hun huis afgewerkt was. Joan overleed in hun huis op 4 juni 2003, 91 jaar oud. Paddy overleed in Dumbleton (Gloucestershire) op 10 juni 2011, 96 jaar oud. Beiden werden begraven in Dumbleton.

### Onderscheidingen
Voor zijn militaire verdiensten werd Patrick Leigh Fermor in 1943 vereerd met de (militaire) Order of the British Empire (OBE), en in 1944 met de Distinguished Service Order (DSO). Als auteur ontving hij verschillende prijzen, onder meer de Duff Cooper memorial prize (voor Mani) en de WH Smith Literary Award (voor A Time of Gifts). In februari 2004 werd hij geridderd, en in 2007 kreeg hij een hoge Griekse onderscheiding uit handen van de Griekse president.

### Boeken
- The Traveller's Tree - A Journey through the Caribbean Islands (1950)
- The Violins of Saint-Jacques - A Tale of the Antilles (1953) (De violen van Saint-Jacques: een verhaal van de Antillen, s.d.)
- A Time to Keep Silence (1957), met foto's door Joan Eyres Monsell
- Mani - Travels in the Southern Peloponnese (1958), met foto's door Joan Eyres Monsell (Mani. Reizen door het zuiden van de Peloponnesus, 2004)
- Roumeli - Travels in Northern Greece (1966), met foto's door Joan Eyres Monsell
- A Time of Gifts - On Foot to Constantinople: from the Hook of Holland to the Middle Danube (1977) (Langs Rijn en Donau. Te voet naar Constantinopel: van Hoek van Holland naar Budapest, 1989)
- Between the Woods and the Water - On Foot to Constantinople from the Hook of Holland: the Middle Danube to the Iron Gates (1986) (Tussen wouden en water. Te voet naar Constantinopel: van Budapest naar de IJzeren Poort, 1990)
- Three Letters from the Andes (1991)
- Words of Mercury (2003), onder redactie van Artemis Cooper
- In Tearing Haste. Letters between Deborah Devonshire and Patrick Leigh Fermor (2008). Correspondentie met Deborah, hertogin van Devonshire;  onder redactie van Charlotte Mosley
- The Broken Road - Travels from Bulgaria to Mount Athos (2013), onder redactie van Colin Thubron en Artemis Cooper (Een onvoltooide reis. Van de IJzeren Poort naar Athos, 2014)
- Abducting a General - The Kreipe Operation and SOE in Crete (2014)
- Dashing for the Post (2017), samengesteld door Adam Sisma (brieven van Patrick Leigh Fermor)

### Vertalingen door Patrick Fermor
- C.P. Rodocanachi: No Innocent Abroad (1938)
- Colette: Julie de Carneilhan and Chance Acquaintances (1952)
- George Psychoundakis: The Cretan Runner: His Story of the German Occupation (1955)

### Over Patrick en Joan Leigh Fermor
- Artemis Cooper: Patrick Leigh Fermor. An Adventure (2012)
- Helias Doundakis, Gabriella Gafni: My Unique Lifetime Association with Patrick Leigh Ferrmor (2015)
- Simon Fenwick: Joan. The Remarkable Life of Joan Leigh Fermor (2017)
- Ian Collins, Olivia Stewart: Joan Leigh Fermor: Artist and Lover (2018), fotoboek n.a.v. de tentoonstelling in het Benakimuseum (Athene) van een selectie uit 5.000 van haar foto's die nu bewaard worden in de Nationale Bibliotheek van Schotland.